# Overwinningsmedaille (Italië)
De Overwinningsmedaille (Italiaans: "Medaglia de la vittoria", ook wel "Medaglia interalleata della vittoria" of, vanwege de tekst op de keerzijde "Medaglia de la grande guerra per la civilta", "Medaille van de Oorlog voor de Beschaving") genoemd, is de Italiaanse versie van de  [[Intergeallieerde Medaille]] die na de overwinning in de Eerste Wereldoorlog aan ongeveer 2 miljoen veteranen werd uitgereikt.
De medaille werd bij Koninklijk Besluit No. 637 van 6 april 1922 ingesteld door koning Victor Emanuel III van Italië. De medaille werd uitgereikt aan allen die ook een bijzondere baton, de "Distintivo per le fatiche di guerra" mochten dragen. Ook burgers die ten minste vier maanden in het oorlogsgebied hadden gediend onder de jurisdictie van het leger, zich daar voor de overheid hadden ingezet of rechtstreeks voor het leger hadden gewerkt kwamen voor de Overwinningsmedaille in aanmerking. Met het daaropvolgende Koninklijk Besluit No. 637 van 6 april 1922 kwamen ook opvarenden van de koopvaardijvloot, voor zover zij het "Distintivo di benemerenza per gli equipaggi di navi mercantili che sopportarono i rischi e i disagi della guerra 1915-1918" droegen, in aanmerking voor de Overwinningsmedaille.
Op het revers van kostuums werd ook een kleine knoopsgatversiering in de kleuren van het lint gedragen. Op rokkostuums droeg men een miniatuur, een verkleinde versie van de medaille aan een klein lint of een kleine ketting. Op uniformen werd een baton gedragen.

## De Italiaanse medaille
De ronde bronzen medaille werd door Gaetano Ursu ontworpen. Op de voorzijde is een gevleugelde Godin van de Overwinning afgebeeld. Zij staat op een door vier leeuwen getrokken zegekar en houdt een fakkel in de rechterhand. Op de keerzijde staat een reukaltaar met daarboven twee in de rook vliegende duiven met takjes in de bek. Naast het reukaltaar staan de data "MCMXIV" en "MCMXVIII". Het rondschrift luidt "GRANDE GVERRA PER LA CIVILTA". Onder het altaar staat in kleinere letters de opdracht "AI COMBATTENTI DELLE NAZIONI / ALLEATE ED ASSOCIATE".
De medaille werd aan een 37 millimeter breed lint in de kleuren van de regenboog op de linkerborst gedragen.